# Stadion Stovky
Stadion Stovky je fotbalový stadion, který se nachází ve městě Frýdek-Místek v Moravskoslezském kraji. Své domácí zápasy zde odehrává fotbalový klub MFK Frýdek-Místek a Městský fotbalový klub Frýdek-Místek, z.s. Maximální kapacita stadionu činí 12 400 diváků, z toho pouhých 2 400 míst je k sezení. Stadion je bez umělého osvětlení.
V roce 2008 se stalo vlastníkem stadionu město Frýdek-Místek, které jej získalo od společnosti ArcelorMittal jako dar v podobě bezplatného převodu. Hned po převodu město rozhodlo o přestavění celého chátrajícího areálu. Cena rekonstrukce se odhadovala okolo 45 milionů na rekonstrukci a 20 milionů na vytvoření umělého trávníku. Rekonstrukce menší či větší na stadionu probíhaly v letech 2007–2011.